# Institut de recherche japonais sur l'énergie atomique
L'Institut de recherche japonais sur l'énergie atomique (en japonais : 日本原子力研究所, Nihon genshiryoku kenkyûjo), connu sous son acronyme anglais JAERI (Japan Atomic Energy Research Institute) est un ancien organisme semi-gouvernemental dont le but était d'étendre le programme nucléaire au Japon. 
L'institut s'appuie sur la loi fondamentale sur l'énergie atomique (en) du 19 décembre 1955. Il a été fondé sur la base de la loi du 1er janvier 1956. Il a fusionné avec l'Institut japonais du cycle du combustible (JNC) pour devenir l'Agence japonaise de l'énergie atomique (JAEA) le 1er octobre 2005. Le JAERI était souvent appelé Genken (原研).